# 江戸川区立西葛西中学校

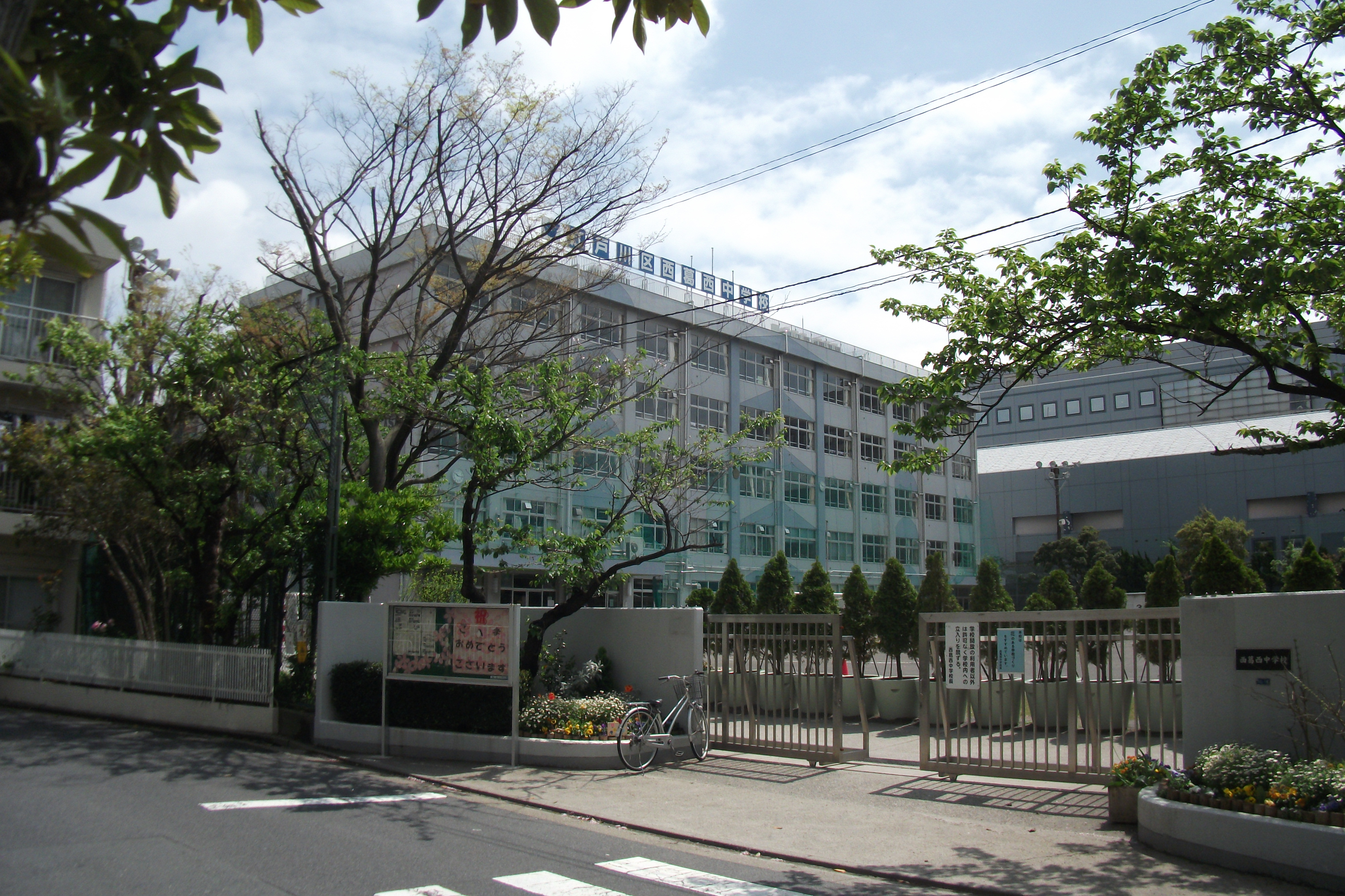
校舎

江戸川区立西葛西中学校（えどがわくりつにしかさいちゅうがっこう）は、東京都江戸川区西葛西に所在する区立中学校。
教育目標は
- 心身ともに健康でたくましくがんばり抜く生徒
- よく学び考えて実践する生徒
- 規律を守り責任を果たす生徒
- 思いやりがあり社会に貢献できる生徒

## 概要
1980年に開校。葛西地区での通称は西中（にしちゅう）。全校生徒数約743名（1年約264名・2年約221名・3年約258名、2020年3月1日現在）。3学期制。近年は学校選択制導入で清新第一中学校と並び江戸川区内での人気が高く、他学区からの流入も多く見受けられている。
東京都では人数が3番目に多い中学校である。（2010年4月現在）

## 沿革
- 1980年（昭和55年）4月1日 江戸川区立西葛西中学校として開校。
- 1980年（昭和55年）4月7日 始業式挙行（2年4学級153名）。
- 1980年（昭和55年）4月8日 第1回入学式挙行、5学級209名入学。標準服制定。
- 1980年（昭和55年）7月7日 校章制定。
- 1980年（昭和55年）10月3日 校歌制定。
- 1980年（昭和55年）11月11日 施設完成開校記念式典挙行。
- 1990年（平成2年）2月20日 トイレ一部洋式化
- 1990年（平成2年）11月15日 開校10周年記念式典挙行
- 2000年（平成12年）10月31日 開校20周年記念式典挙行
- 2005年（平成17年）11月5日 開校25周年記念式典挙行

## 所在地
- 〒134-0088 東京都江戸川区西葛西5-10-18
- 東京メトロ東西線西葛西駅より徒歩5分

## 校歌・校章
- 校歌の作詞は大井邦男・作曲は小倉功である。
- 校章は中央に「西中」とあり、その周りを桜の花弁と萼を図案化して囲ったものである。

## 年間行事
- 4月 入学式、1学期始業式、体力テスト、中3全国一斉学力テスト
- 5月 運動会、生徒総会
- 6月 3年修学旅行、期末考査、
- 7月 1年遠足、三者面談、1学期終業式、2年林間学校
- 8月 2学期始業式、確認テスト
- 9月 江戸川区中学校水泳・陸上大会、生徒会役員選挙
- 10月 芸能祭音楽会、学芸発表会、三者面談
- 11月 開校記念日、生徒総会、江戸川区中学校弁論大会、芸能祭学芸会、期末考査、2年職場体験
- 12月 三者面談、2学期終業式
- 1月 3学期始業式、復習テスト、2年東京都学力調査、2年音楽鑑賞教室
- 2月 1,2年遠足、球技大会、小6対象入学説明会、都立高校一般入試、学年末考査
- 3月 合唱コンクール、3年遠足、卒業式、修了式

## 部活動

### 運動部
- 野球部
- サッカー部
- 女子バレーボール部
- 男子バレーボール部
- 女子バスケットボール部
- 男子バスケットボール部
- バドミントン部
- 卓球部
- 剣道部
- 陸上部
- 体操部

### 文化部
- 吹奏楽部
- 美術部
- 茶道部
- 語学研究部
- 科学部
- 演劇部
- ガーデニング部
- 家庭科部

## 著名な卒業生
- 加藤慎太郎 (サッカー選手)